# Psychotria wichmannii
Psychotria wichmannii är en måreväxtart som beskrevs av Theodoric Valeton. Psychotria wichmannii ingår i släktet Psychotria och familjen måreväxter. Inga underarter finns listade i Catalogue of Life.